# Solenangis
Solenangis là một chi thực vật có hoa trong họ, Orchidaceae.